# Herut
Herut (hebreu: חרות‎ en català: Llibertat) fou un partit polític d'Israel originat en el sionisme revisionista i d'ideologia dretana, antecedent de l'actual Likkud, amb el qual es va fusionar l'any 1973.

## Formació i retrocés
Herut va ser fundat per Menahem Begin el 15 de juny de 1948 com a successor polític de l'Irgun, un grup paramilitar al Mandat Britànic de Palestina. La fundació del partit va ser un desafiament al vell i cada vegada més debilitat partit Hatzohar fundat pel mentor de Begin, Zeev Jabotinsky. El partit també va establir un periòdic amb el mateix nom, i amb molts dels periodistes fundadors de l'òrgan de Hatzohar, Hamashkif.
Una setmana després de la fundació del partit, l'afer d'Altalena va posar en relleu la tensió entre el Govern i els seus rivals revisionistes. El Primer Ministre d'Israel temia un cop d'estat militar i la imatge de Herut va quedar danyada

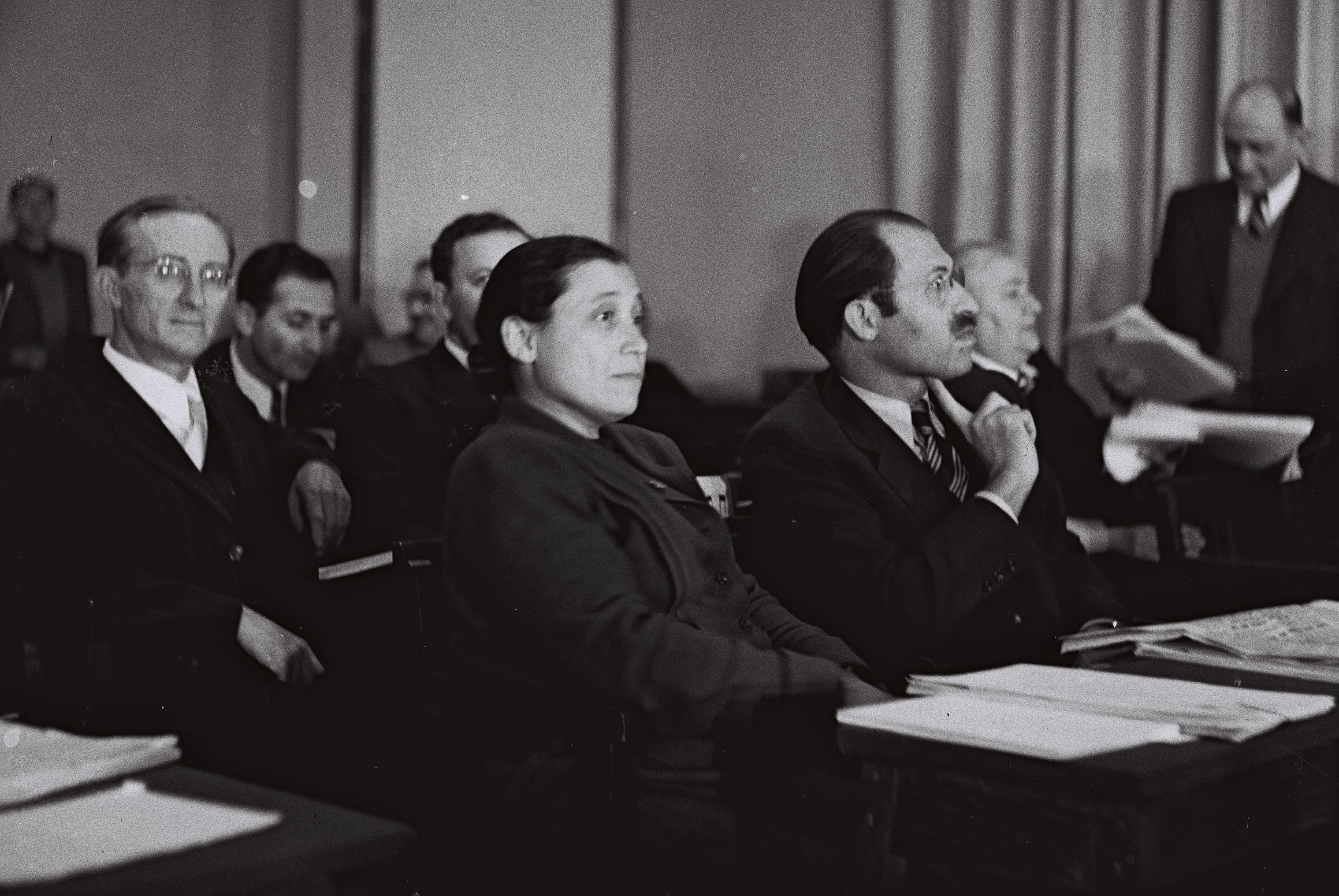
Els diputats d'Herut, Uri Zvi Greenberg, Esther Raziel Naor Menachem Begin, en el Primer Knesset a Jerusalem

La qüestió principal en l'agenda d'Herut era expandir les fronteres, i el partit es van oposar vigorosament als acords d'alto el foc amb els Estats àrabs. Herut es perfilava a si mateix en negar-se a reconèixer la legitimitat del Regne de Jordània i sovint utilitza el lema "Als marges del riu Jordà", en afirmar el dret d'Israel a tota Judea i Samaria. En l'àmbit econòmic, Begin inicialment es va encarregar de no mostrar-se anti-socialista, posant l'accent en la seva oposició als monopolis i trusts, exigint també que "totes les obres d'utilitat pública i les indústries bàsiques han de ser nacionalitzades". La plataforma electoral va representar un canvi a la dreta en l'aspecte socioeconòmic. Herut era un partit de dreta des del principi, amb tendència a simpatitzar amb els de baix i "a servir com un imant per als inadaptats de la societat".
Les expectatives augmentaren quan s'aproximaven les primeres eleccions d'Israel. Herut esperava guanyar el poder quan se'ls donés una oportunitat en eleccions públiques. Tenien crèdit per haver expulsat els britànics d'Israel i van pensar que el públic els recompensaria per això. Com a moviment jove que reflecteix l'esperit de la nació, creien que la seva imatge seria més atractiva que la del vell establishment. En guanyar 25 escons, esperaven esdevenir el segon partit més gran i líder de l'oposició, amb potencial per a obtenir beneficis futurs de poder del govern. Aquesta anàlisi va ser compartit per altres partits.
Les eleccions, però, va esdevenir una amarga decepció. Herut va obtenir 14 escons amb l'11,5% dels vots, convertint-se en el quart partit més gran en al Knesset, mentre que el Hatzohar no assolí el llindar electoral de l'1% i es va dissoldre poc després.

## Ostracisme
El partit i el seu líder, Menahem Begin havien trobat una ferotge resistència de l'establishment sionista laborista, tant a Israel com a l'estranger. Van ser durament criticats pels intel·lectuals jueus en ocasió de la visita de Begin a Nova York en una carta oberta al New York Times el 4 de desembre de 1948. La carta condemnava Herut i com a proper als partits nazi i feixista i com un partit terrorista, i va ser signada per més de dues dotzenes de prominents intel·lectuals jueus com Albert Einstein, Hannah Arendt, Isidore Abramowitz i Sidney Hook.
| « | Entre els fenòmens polítics més preocupants del nostre temps és l'aparició en el recentment creat Estat d'Israel del "Partit de la Llibertat" (Tnuat Haherut), un partit polític molt semblant en la seva organització, mètodes, la filosofia política i social als partits nazi i feixista. Es va formar a partir de la composició i seguidors de l'antic Irgun Zvai Leumi, un grup terrorista, de dreta, i xovinista a Palestina. (...) És inconcebible que aquells que s'oposen al feixisme arreu del món, si són correctament informats sobre els antecedents polítics i perspectives del Sr Begin, podria afegir els seus noms i suport al moviment que ell representa. (...) Avui en dia parlen de llibertat, democràcia i lluita contra l'imperialisme, mentre que fins fa poc predicaven obertament la doctrina de l'Estat feixista. És en les seves accions que el partit terrorista revela el seu veritable caràcter, de les seves accions passades podem jutjar el que pot esperar-se que faran en el futur. | » |

El partit va ser considerat fora del corrent polític, i conegut per les seves visions ultradretanes. Les diferències pràctiques entre Herut i Mapai, però, van ser menys dramàtiques que la retòrica d'ambdós partits suggereix. Factors que s'han de tenir en compte són l'interès per l'establiment en l'ostracisme del rival i la necessitat d'Herut, com a partit d'oposició, a subratllar les diferències i reflectir palpablement els seus instints bàsics dels votants.
L'hostilitat entre Begin i el primer Primer Ministre d'Israel i líder de Mapai, David Ben-Gurion, que havia començat amb l'afer Altalena, va ser evident en la Knesset. Ben-Gurion va encunyar la frase "sense Herut ni Maki (Maki era el Partit Comunista d'Israel), una referència al fet que podria incloure qualsevol partit en la seva coalició menys aquests dos. De fet, però, Herut va ser consultat, almenys tres vegades (1952, 1955 i 1961) per Mapai en les negociacions del govern, però Begin va rebutjar l'oferta, sospitant que estaven destinades a dividir el seu partit. L'ostracisme també es va expressar en la negativa del Primer Ministre per referir-se a Begin pel seu nom al podi del Knesset, utilitzant en el seu lloc la frase "qui se senta al costat del diputat Badar", i boicotejar els seus discursos a la Knesset.
La política d'ostracisme es va realitzar de forma sistemàtica, com es veu en l'exclusió legal dels combatents caiguts d'Irgun i Lehi de la commemoració pública i dels beneficis per a les seves famílies. Els membres d'Herut van ser exclosos dels més alts càrrecs burocràtics i militars.

## Decadència
Els anys següents van portar més dissorts. A les eleccions municipals de 1950, el Herut va perdre votants per al centrista Sionistes Generals, que també va atreure als votants desil·lusionats de Mapai i es van establir com un dur rival d'Herut. En la segona convenció nacional, Begin va ser obertament qüestionat pels elements més radicals que volien un lideratge més dinàmic i van pensar que s'havia adaptat al sistema. En la convenció, la proposta de començar a enviar als nens a l'estranger per raons de seguretat, encara que hi havia precedents d'aquesta mesura, va fer sonar derrotista i va ser rebutjada per unanimitat. Es considera que havia malmès la imatge del partit. El març de 1951 el partit va perdre dos escons quan Ari Jabotinsky i Hillel Kook abandonaren el partit per seure com diputats independents. Referint-se als compromisos per escrit, Herut intentar revocar la seva pertinença a la Knesset, però el tema encara no estava establert a les eleccions celebrades tres mesos després.
En aquest moment, el partit estava en una crisi profunda. Els crítics de la direcció del partit van assenyalar que el partit havia canviat el seu rostre de manera irrecognoscible i havia perdut la seva condició de partit radical d'avantguarda. Els candidats no compromesos havien estat retirades de la llista del partit a les pròximes eleccions, les qüestions econòmiques tenia gran influència en la propaganda i Mapai havia captat part de l'agenda de Herut en declarar Jerusalem capital d'Israel.
Les eleccions de 1951 van ser un desastre per Herut, ja que el seu suport va ser reduït gairebé a la meitat, a només vuit escons. Davar mostra una impressió general que el país ha d'estar preparat per "esperar la seva liquidació total en els pròxims anys: com a partit, com a gent." Begin va assumir les conseqüències i va dimitir (un moviment que havia considerat abans de les eleccions, davant la crítica interna). Va ser reemplaçat per Aryeh Ben-Eliezer, el lideratge del qual va ser tallat de soca-rel, ja que va patir d'un infart a finals de 1951. El partit sense líder designà Yaacov Rubin ("Odem") com a nou líder. Ell no era un membre del Knesset, i era lluny de la direcció del partit.
Com a partit jove, sense institucions paral·leles a les de Mapai, que va mantenir una hegemonia sobre la majoria dels àmbits de la vida social, Herut es trobava en una situació de greu desavantatge. Els seus propis dirigents eren políticament inexperts i afeccionats al principi de no - com a representants de tota la nació - acceptar ajuda financera de cap grup d'interès, cosa que els va impedir la construcció d'una estructura partidària forta i competent.

## Ascendència i estancament

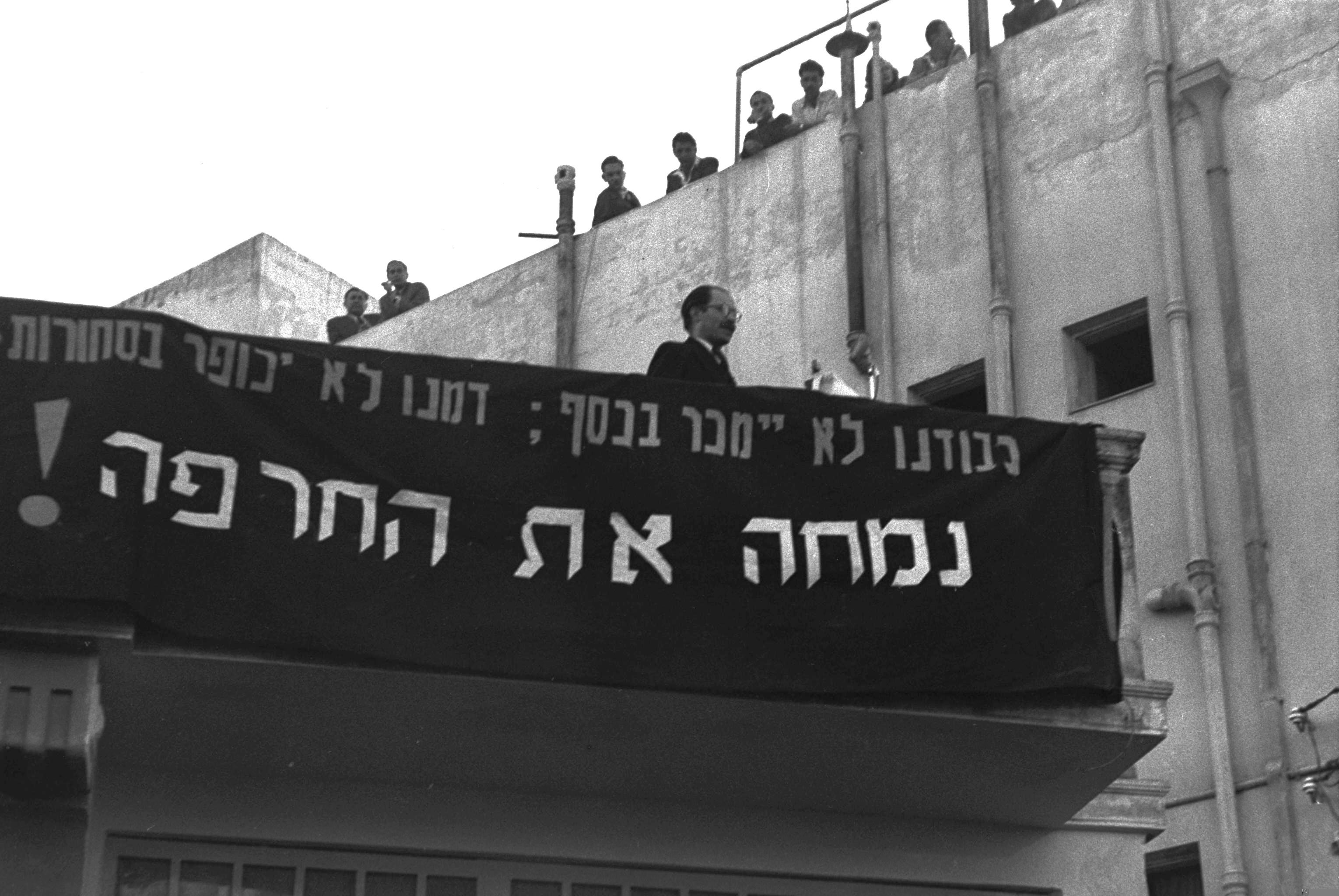
Menahem Begin en una demostració de masses contra les manifestacions contra les negociacions amb Alemanya a Tel-Aviv, 1952

Un tema que va resultar tenir gran importància va ser l'acord de reparacions entre Israel i Alemanya Occidental, del 1952, on Herut s'oposava a qualsevol negociació amb Alemanya. Aquest retorn de Begin a la política va donar al partit una identitat i un nou impuls, i va resultar una arma eficaç contra els Sionistes Generals. L'acord de reparacions va despertar forts sentiments en la nació i Begin va encoratjar la desobediència civil durant el debat sobre l'afer. Les manifestacions més grans van reunir 15.000 persones, i aquí Herut es va estendre molt més enllà de la seva pròpia circumscripció. El partit va fer desaparèixer la qüestió de l'agenda només després de treure'n el màxim capital polític.
A la tercera convenció nacional, hi va haver un fort debat sobre la democràcia i les accions legítimes. Hi va haver un fort sentiment a favor de l'ús de les barricades, però Begin s'hi resistí enèrgicament. El govern de la nació, segons ell, només podia assolir-se a través de les urnes. La convenció va donar una important legitimitat Herut en donar un missatge a l'opinió pública que el partit era respectuós de la llei i democràtic. Al mateix temps, es va assegurar el suport de la línia dura que no comprometria els seus principis.
Van dedicar-se més a qüestions polítique i fiscals, i atacaren el doble rol d'Histadrut com a patró i sindicat. Aquesta concentració de poder era fora de la llei, el control de part dels assentaments agrícoles també seria suprimida. Els treballadors també treballaven a l'empresa privada, al·leagava Herut. També preveien un retall d'impostos d'un 25 per cent.
Les eleccions de 1955 van ser un gran èxit, amb el partit gairebé es va duplicar els seus escons a 15 i convertir-se en el segon partit més gran al Knesset després de Mapai. A part d'una campanya de millora, la realització es va atribuir a la plataforma activista del partit en una situació de deteriorament de la seguretat, als vots dels immigrants recents i altres elements descontents, i la desil·lusió amb la situació econòmica. El judici Kastener també va jugar a favor d'Herut. Juntament amb Maki, van ajudar a enderrocar el govern de Moshe Sharett el 1954 a través d'una moció de no confiança sobre la posició del govern sobre el judici de Malkiel Gruenwald, que havia acusat Israel Kastzner de cooperar amb els nazis.
Herut va afegir un altre escó a les eleccions de 1959 creixent gradualment, alimentant-se dels sentiments de ressentiment contra l'esquerra, sobretot entre els nous immigrants sefardites nous i mizrahim. No va poder, però, per mantenir l'impuls de l'elecció anterior i obtenir guanys substancials, cosa que tenia l'esperança de fer. Com la jove nació s'havia consolidat, el públic no sentia el mateix temor existencial d'abans, cosa que va fer que el missatge activista menys important, sobretot després de la guerra del Sinaí, on l'actuació de Ben-Gurion fou considerada favorable. Els disturbis entre els immigrants a Wadi Salib van fer que el govern jugués el paper de mantenir la llei i l'ordre, cosa que ressonava bé entre la classe mitjana.

## L'aliança Gahal
El partit va ajudar a enderrocar novament el govern el 1961 quan ells i els Sionistes Generals van presentar una moció de censura sobre l'afer Lavon. Van mantenir els seus 17 escons a les eleccions del 1961, i poc després es va unir amb el Partit Liberal (ell mateix una recent fusió dels Sionistes Generals i el Partit Progressista) per formar Gahal (acrònim hebreu per al Bloc Herut-Liberal וש חרות - ליברלים, Gush Herut-Libralim), encara que cada partit es va mantenir independent dins de l'aliança. La fusió també va donar lloc a la formació dels Liberals Independents, un grup d'ex membres del Partit Liberal, que estaven en desacord amb la fusió (la majoria dels quals havien estat membres del Partit Progressista). La fusió va ajudar a trencar l'aïllament d'Herut i va crear un bloc de dreta amb possibilitats prou realistes per assolir el Govern.

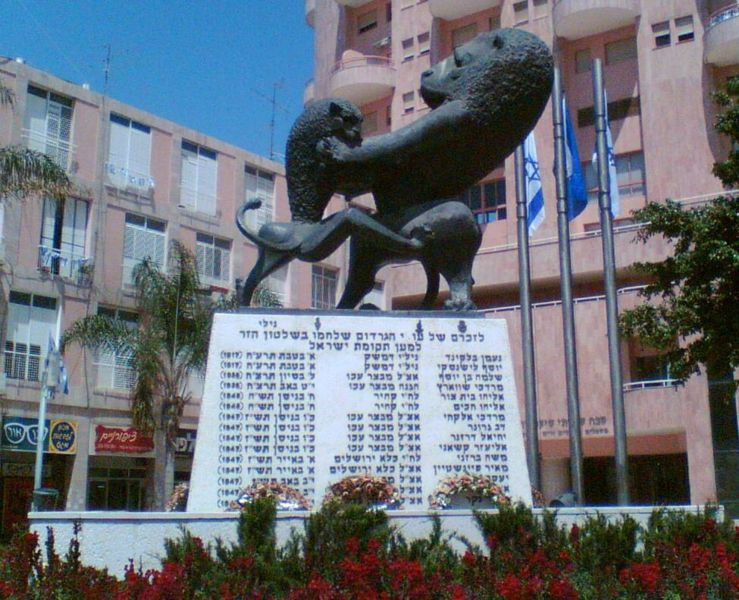
Monument en memòria dels 8 membres d'Irgun i els 2 membres de Lehi penjats per les autoritats britàniques entre 1938 i 1947. Sota Ben-Gurion, la commemoració pública als combatents caiguts d'Irgun i Lehi es va negar sistemàticament. Sota Leví Eskhol, van començar a ser rehabilitats, el que indica un nou estatut per a Herut.

La imatge d'Herut i del seu líder canvià. Begin havia estat una figura principal, juntament amb els polítics de l'esquerra, en temes com l'afer Levon i les relacions amb Alemanya, eludint així l'ostracisme imposat pel primer ministre. L'hostilitat de Ben-Gurion era cada vegada més salvatge; va començar a comparar Begin amb Hitler - una actitud que va resultar contraproduent, fent que comencessin a considerar-lo una víctima. El clima polític va prendre un gir favorable per Herut quan Ben Gurion va ser reemplaçat com a Primer Ministre i Ministre de Defensa per Leví Eixkol. N'és testimoni una resolució de govern el març de 1964 amb el retorn de les restes de Zeev Jabotinsky a Israel. Els combatents d'Irgun i Lehi soldats també van començar a ser rehabilitats.
A les eleccions de 1965 Gahal va acabar amb 26 escons, davant els 45 laboristes. A la recerca d'un boc expiatori, el lideratge de Begin va ser qüestionat per molts. La idea era que, malgrat els seus èxits, havia interposar un estigma indeleble dels anys anteriors i al voltant de la independència, espantant als votants. Un grup de l'oposició es va aixecar i la vuitena convenció el juny de 1966 fou turbulenta. El grup de l'oposició sentia que la posició de Begin era massa forta per a desafiar-la i es van concentrar en guanyar control sobre l'organització del partit. Van obtenir victòries aclaparadores a totes les votacions per la composició de les institucions del partit. Begin va respondre posant el seu propi futur polític en joc. Tractà de deixar la presidència del partit i potser també el seu escó al Knesset. Això mobilitzà els delegats que li eren simpatitzants, però la convenció va acabar amb el partit sense president i amb grans tensions internes. La presidència restà vacant durant vuit mesos. Es va arribar a un enfrontament quan Haim Amsterdam, assistent d'un dels líders de l'oposició, Shmuel Tamir, un mes més tard va publicar un devastador atac a Begin a Haaretz, que va conduir a la suspensió de l'afiliació al partit de Tamir. Els líders de l'oposició va respondre establint una nova facció a la Knesset amb tres membres, el Centre Lliure. Després d'això Begin va tornar al lideratge del partit.

## Participació en el Govern
Quan va esclatar la Guerra dels Sis Dies Begin va entrar en el govern, juntament amb Yosef Sapir del Partit Liberal com a ministres sense cartera. El govern d'unitat nacional va ser una idea del mateix Begin. Això va tenir un efecte radical en la seva imatge. Els crítics estan d'acord que fou un important punt d'inflexió a la carrera de Herut al poder, ja que li va atorgar la legitimitat que els havia estat negada fins aleshores.
El govern d'unitat nacional va ser més que una solució d'emergència en un moment de perill existencial, sinó que reflecteix una relaxació de la tensió ideològica que va permetre al govern sobreviure a l'emergència. A més, Begin i Ben Gurion es van reconciliar. Ben-Gurion el necessitava en la seva amarga rivalitat amb Eixkol i Begin va sorprendre al seu adversari, en proposar Eixkol que s'havia de fer a un costat a favor de Ben Gurion com a líder d'un govern d'emergència. La proposició va ser rebutjada, però Ben-Gurion, que recentment havia comparat Begin amb Hitler ara va elogiar la seva responsabilitat i patriotisme.
El resultat de la guerra va enfortir Herut. El principi de la indivisibilitat de la terra semblava arcaic i amb poca importància pràctica, però ara va sortir de la franja de consciència en l'essència del pensament nacional. Begin ho va veure com la seva primera missió en el govern per assegurar els fruits de la victòria mitjançant la prevenció de retirada territorial i la promoció dels assentaments.

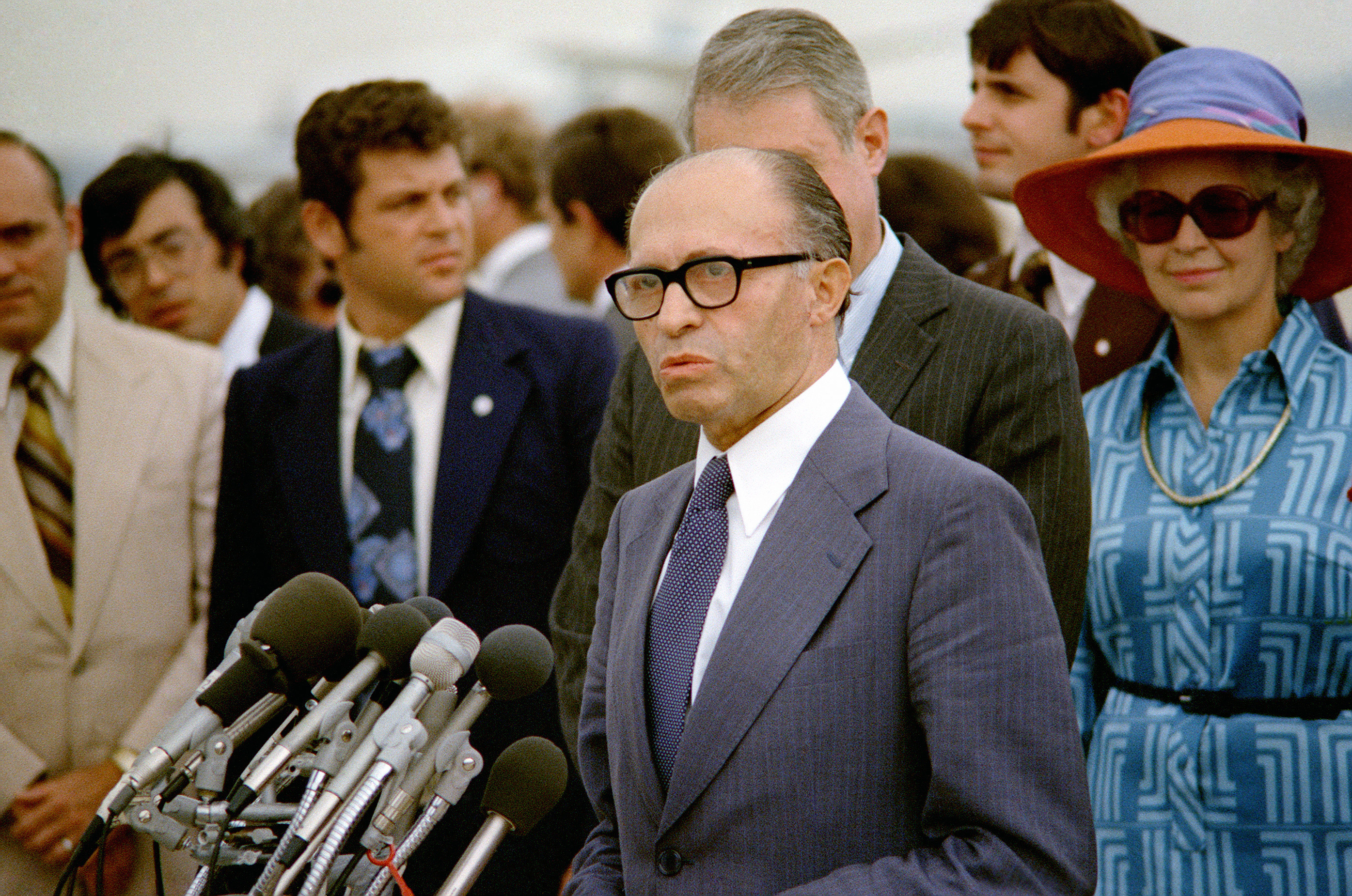
A les eleccions de 1977, Herut - ara com a part del Likkud - finalment va arribar al poder i Menahem Begin fou nomenat primer ministre

Tot i l'escissió del Centre Lliure, Gahal va mantenir la seva representació en la Knesset a les eleccions de 1969, i alguns dels seus candidats van ser elegits alcaldes. Herut fou inclòs el nou govern de Golda Meïr amb sis ministres (de 24). El reclutament del general Ezer Weizman, nebot del primer president d'Israel i el primer general a unir-se a Herut, va ser un èxit considerable de relacions públiques. La participació del govern no va durar molt, ja que Gahal el deixà a principis de 1970 per oposar-se l'acceptació del Pla Rogers, que va incloure l'aprovació de la Resolució 242 del Consell de Seguretat de les Nacions Unides, una mesura que va ser iniciativa en gran manera de Begin.
El setembre de 1973 Gahal es va fusionar amb el Centre Lliure, la Llista Nacional i l'extraparlamentari Moviment pel Gran Israel per crear el Likkud, de nou amb totes les partits que conserven la seva independència dins la Unió. Dins del Likkud, Herut va seguir sent el partit dominant. A les eleccions de 1973 el Likkud va aprofitar les errades del govern en la Guerra del Iom Kippur i va obtenir un total de 39 escons.
En els anys següents, el Likkud va criticar durament els acords amb els governs d'Egipte i Síria. S'organitzaren manifestacions agitades en col·laboració amb Gush Emunim, el que significa una aliança política important. A les eleccions de 1977 va sortir vèncer Likkud amb 43 escons, la primera vegada que la dreta guanyava les eleccions. Begin va esdevenir Primer Ministre, conservant el seu càrrec a les eleccions de 1981. El 1983 es va retirar i Yitzhak Shamir va assumir el càrrec de primer ministre com a líder de Herut (i per tant del Likkud). El partit finalment va ser dissolt el 1988, quan el Likkud dissolt les seves faccions internes per a convertir-se en un partit unitari.

## Herut - El Moviment Nacional
En 1998, Benny Begin (el fill de Menahem Begin), Michael Kleiner i David Re'em es van separar del Likkud degut a un desacord amb el líder del Likkud Binyamín Netanyahu, sobre el memoràndum de Wye River i la posterior retirada israeliana de una part de la ciutat d'Hebron (Al-Khalil), ja que Netanyahu havia cedit terreny als palestins. Els fundadors del nou partit van anomenar-lo Herut - El Moviment Nacional, i van declarar que el nou Herut era el successor del partit Herut original. No obstant això, en realitat es tractava d'un partit polític nou.

## Resultats electorals
| Any  | Líder          | Vots            | %               | Pos. | Escons   | +/− | Govern             |
| ---- | -------------- | --------------- | --------------- | ---- | -------- | --- | ------------------ |
| 1949 | Menachem Begin | 49,782          | 11.5            | 4t   | 14 / 120 | Nou | Oposició           |
| 1951 | Menachem Begin | 45,651          | 6.5             | 5è   | 8 / 120  | 6   | Oposició           |
| 1955 | Menachem Begin | 107,190         | 12.6            | 2n   | 15 / 120 | 9   | Oposició           |
| 1959 | Menachem Begin | 130,515         | 13.5            | 2n   | 17 / 120 | 2   | Oposició           |
| 1961 | Menachem Begin | 138,599         | 13.8            | 2n   | 17 / 120 | =   | Oposició           |
| 1965 | Menachem Begin | Dins del Gahal  | Dins del Gahal  | 2n   | 15 / 120 | 2   | Oposició (1965–67) |
| 1965 | Menachem Begin | Dins del Gahal  | Dins del Gahal  | 2n   | 15 / 120 | 2   | Coalició (1967–69) |
| 1969 | Menachem Begin | Dins del Gahal  | Dins del Gahal  | 2n   | 15 / 120 | =   | Coalició (1969–70) |
| 1969 | Menachem Begin | Dins del Gahal  | Dins del Gahal  | 2n   | 15 / 120 | =   | Oposició (1970–74) |
| 1973 | Menachem Begin | Dins del Likkud | Dins del Likkud | 2n   | 18 / 120 | 3   | Oposició           |
| 1977 | Menachem Begin | Dins del Likkud | Dins del Likkud | 1r   | 20 / 120 | 2   | Coalició           |
| 1981 | Menachem Begin | Dins del Likkud | Dins del Likkud | 1r   | 25 / 120 | 5   | Coalició           |
| 1984 | Yitzhak Shamir | Dins del Likkud | Dins del Likkud | 2n   | 27 / 120 | 2   | Coalició           |